# Cuevas Bajas
Cuevas Bajas is een gemeente in de Spaanse provincie Málaga in de regio Andalusië met een oppervlakte van 17 km². In 2007 telde Cuevas Bajas 1441 inwoners.